# Марківське газоконденсатне родовище
Марківське газоконденсатне родовище — родовище, розташоване по обидва боки кордону України та Росії у Сорокинському районі Луганської області та Тарасовському районі Ростовської області. Українська частина знаходиться у 30 км на північ від районного центру, біля села Макарів Яр. Належить до Красноріцького газоносного району Східного нафтогазоносного регіону України.

## Опис
Відкрите у 1988 році. Запаси родовища доволі значні як для цього регіону — 21 млрд.м3, з них згідно з міжурядовою угодою 85 % належить російській та 15 % українській стороні.
З 1989 року розпочалась експлуатація покладів на російській стороні. А в 1999-му управління «Шебелинкагазвидобування» ДК «Укргазвидобування» приступило до дослідної експлуатації української частини родовища. Ліцензія на видобуток видана останній компанії на строк до 2026 року. На родовищі ГПУ «Шебелинкагазвидобування» створена відповідна інфраструктура: Марківська установка комплексної підготовки газу, 15 свердловин та газопровід Марківське — Сорокине довжиною 30 км. До Марківської УКПГ під'єднано газопровід від сусіднього Кружилівського родовища.
Частина видобутого на українській стороні газу, яка за угодою про розподіл продукції належить російській стороні, оформлювалась в режимі імпорту.
У 2014 році Марківське родовище опинилось на непідконтрольній українським військам частині території Луганської області.